# كتاب الأنشطة
كتاب الأنشطة هو نوع من الكتب الذي يستهدف الأطفال بشكل عام، ويحتوي على محتوى تفاعلي مثل الألعاب والألغاز والاختبارات وصور للتلوين وعناصر أخرى تتضمن الكتابة أو الرسم في الكتاب ذاته. قد يحتوي الكتاب على سرد بسيط أو عناصر أخرى غير تفاعلية تتماشى مع الأنشطة ذات عنصر تفاعلي، أوتساهم في شرح النشاط. يمكن أن تكون كتب الأنشطة مخصصة للترفيه أو التعليم أو مزيجاً من الاثنين معًا.
في الآونة الأخيرة، درجت كتب الأنشطة الخاصة بالكبار كوسيلة للترفيه عن النفس والاهتمام بالصحة العقلية والاستفادة من الوقت بشيء ذي فائدة.
وقد أثبتت الدراسات أن كتب الأنشطة والألغاز تلعب دوراً فعالاً في الاسترخاء، وتقليل الشعور بالتوتر والعصبية، لدى الصغار والكبار على حد سواء. 
هناك أنواع مختلفة من كتب الأنشطة للأطفال مثل كتب التلوين وكتب الرسم وكتب الألغاز. ويقع كتاب معين تحت قائمة كتاب أنشطة إذا كان يجمع بداخله أنشطة ذات عناصر تفاعلية متنوعة، ولا يقع بشكل مباشر أو حصري ضمن إحدى الفئات الأكثر تحديدًا مثل الرسم أو التلوين.
وبالمثل، فإن كتب الأنشطة المخصصة للكبار تحتوي على صور للتلوين (إما بالأرقام أو تلوين حر)، وألغاز مثل سودوكو والكلمات المتقاطقة بما يتناسب مع الفئة العمرية.

## أمثلة
تدور كتب الأنشطة عادةً حول موضوع معين. قد يكون هذا موضوعًا عامًا، مثل الديناصورات، أو يعتمد على شخصية كرتونية أو برنامج تلفزيوني أو كتاب، أو لعبة.
على سبيل المثال، أين والي؟ وهي سلسلة كتب (المعروفة باسم أين والدو؟ في الولايات المتحدة الأمريكية) من تأليف مارتن هاندفورد من كتب الألغاز ، حيث يجب على القارئ البحث عن الشخصيات المخفية في الصور، وكتب الأنشطة مثل أين والدو؟ :كتاب المتعة المطلقة ، والذي يتضمن مجموعة واسعة من الألعاب والأنشطة بالإضافة إلى الألغاز. في عام 2018، أعلنت نينتندو عن نيتها في نشر كتب أنشطة تعتمد على شخصياتها وألعابها المسجلة تجاريًا. 